# Euproctis flexuosana
Euproctis flexuosana är en fjärilsart som beskrevs av Embrik Strand 1918. Euproctis flexuosana ingår i släktet Euproctis och familjen tofsspinnare. Inga underarter finns listade i Catalogue of Life.